# Bangerten
Bangerten (toponimo tedesco) è una frazione di 161 abitanti del comune svizzero di Rapperswil, nel Canton Berna (regione del Seeland, circondario del Seeland).

## Storia
Già comune autonomo che si estendeva per 2,2 km² e che comprendeva anche la frazione di Hohrain, il 1º gennaio 2016 è stato accorpato a Rapperswil.

## Società

### Evoluzione demografica
L'evoluzione demografica è riportata nella seguente tabella:
Abitanti censiti

## Amministrazione
Ogni famiglia originaria del luogo fa parte del comune patriziale che ha la responsabilità della manutenzione di ogni bene comune.